# Nawangsari
Nawangsari is een bestuurslaag in het regentschap Kendal van de provincie Midden-Java, Indonesië. Nawangsari telt 2698 inwoners (volkstelling 2010).